# Larry Ellison
Pour les articles homonymes, voir Ellison.
Larry Ellison, né Lawrence Joseph Ellison le 17 août 1944 à New York (États-Unis), est un informaticien, entrepreneur et milliardaire américain. Il est le principal cofondateur de la firme Oracle Corporation connue pour offrir des logiciels liés aux systèmes de gestion de base de données.
Sa fortune est estimée en avril 2024 par Forbes à 208 milliards de dollars, ce qui en fait le 2e individu le plus riche du monde. Le magazine Time l'a mentionné dans sa liste des 100 personnes les plus influentes de l'année 2024.

## Biographie
Lawrence Joseph Ellison est le fils d'une jeune femme non mariée, qui l'a confié à un oncle et une tante, Louis et Lilian Ellison. L'oncle Louis était un émigrant russe qui vivait dans le ghetto juif de Chicago.
Après le lycée, il entame des études supérieures de sciences et mathématiques. Mais il ne s'est jamais présenté aux examens.
C'est à partir de l'âge de 22 ans qu'il commence à s'intéresser à l'informatique.
Le 19 septembre 2014, il quitte son poste de PDG d’Oracle, mais demeurant directeur de la technologie chez Oracle, par ailleurs, il devient aussi président du conseil d’administration du groupe.
Le 27 décembre 2018, Larry Ellison entre au conseil d'administration du constructeur automobile Tesla.
Ses enfants David et Megan sont producteurs de cinéma.
Il est engagé dans le mouvement transhumaniste.
Il déménage sa résidence principale de Californie vers l'ile de Lanai à Hawaii en décembre 2020.
En janvier, Ellison est associé à Sam Altman d'OpenAI et à Masayoshi Son de Softbank lorsque la Maison Blanche annonce le projet Stargate.

## Salaire
En tant que dirigeant d'Oracle, Larry Ellison a eu une rémunération de 41,5 millions de dollars en 2016.
Il a perçu en 2022 1,7 milliard de dollars en dividendes.

## Coupe de l'America
2003 : Il est le propriétaire du défi américain BMW Oracle Racing qui a participé à la Coupe de l'America 2003, échouant en finale de la Coupe Louis-Vuitton face au bateau suisse Alinghi.
2007 : Pour l'édition 2007 (32e coupe de l'America), le défi BMW Oracle figurait parmi les syndicats favoris, tout comme l'équipe des Kiwis Emirates Team New Zealand, pour défier le bateau suisse. Mais BMW Oracle s'est finalement incliné en demi-finale de la Coupe Louis-Vuitton face au défi italien Luna Rossa et ne put finalement pas prendre sa revanche sur Alinghi.
2010 : Victoire du trimaran USA-17 surnommé « Dogzilla » face au catamaran Alinghi, grâce à un gréement avec une voile rigide d'une efficacité remarquable. Victoire en deux manches. Larry Ellison a usé de multiples procédures judiciaires qui lui ont permis d'être le seul challenger et de pouvoir ainsi se mesurer à Alinghi.
2013 : Réalisant une remontée considérable, Oracle Team USA de Larry Ellison a vaincu les Néozélandais d'Emirates Team New Zealand et remporté la 34e America's Cup, dans la baie de San Francisco, le 25 septembre 2013.

## Résidences
La résidence principale de Larry Ellison est une propriété de 9,3 hectares, construite dans le style médiéval japonais situé à Woodside en Californie et estimée à 110 millions de dollars. La construction du domaine a coûté 200 millions de dollars et a été achevée en 2004. La propriété se compose d'une maison principale de 743 m2 avec un quai pour bateau séparant les espaces de divertissement et de réception des quartiers d'habitation privés. On y trouve aussi deux maisons d'invités et plusieurs bâtiments annexes (garages, cuisines, poste de sécurité, espace sportif...). L'ensemble des bâtiments sont construits autour d'un lac artificiel de 9 300 m2. Les bâtiments ont été conçus pour pouvoir résister à un tremblement de terre d'une magnitude de 7,3 sur l’échelle de Richter.
En 2004 et 2005 il achète plus de 12 propriétés à Malibu en Californie pour un montant total de plus de 180 millions de dollars. Les 65 millions de dollars qu'Ellison dépense pour acheter cinq lots contigus à Carbon Beach à Malibu en font la transaction résidentielle la plus coûteuse de l'histoire des États-Unis jusqu'à ce que Ron Perelman vende son complexe de Palm Beach, en Floride pour 70 millions de dollars plus tard la même année.
Début 2010 Ellison achète l'Astor's Beechwood Mansion autrefois la résidence d'été de la famille Astor à Newport pour 10,5 millions de dollars.
En 2011 il achète le domaine de 100 hectares Porcupine Creek et le parcours de golf privé de Rancho Mirage en Californie pour 42,9 millions de dollars. La propriété était autrefois la maison des fondateurs du Yellowstone Club, Edra et Tim Blixseth et a été vendue à Ellison par les créanciers après leur divorce et leur faillite.
Le 21 juin 2012 le gouverneur d'Hawaï, Neil Abercrombie, déclare qu'Ellison avait signé un accord pour acheter la majeure partie de l'île de Lanai à la société Castle & Cooke, propriété de David H. Murdock pour un montant de 300 millions de dollars à quoi s'ajoute près de 500 millions de dollars supplémentaire de constructions et de rénovation des bâtiments de l’île. À la suite de l'achat Ellison détient 97 % de Lanai qui est la sixième plus grande île d'Hawaï.

## Autre
Il fait un caméo dans le film Iron Man 2, où il joue son propre rôle. 
Il est le propriétaire du tournoi de tennis Masters d'Indian Wells.